# Jarak
Jarak (Јарак) település Szerbiában, a Vajdaságban, a Szerémségi körzetben, Szávaszentdemeter községben.

## Demográfiai változások
| 1948  | 1953  | 1961  | 1971  | 1981  | 1991  | 2002  |
| ----- | ----- | ----- | ----- | ----- | ----- | ----- |
| 1 315 | 1 587 | 2 083 | 2 296 | 2 092 | 2 256 | 2 235 |